# 加納村 (福島県)
加納村（かのうむら）は福島県耶麻郡にあった村。現在の喜多方市熱塩加納町加納・熱塩加納町米岡および熱塩加納町宮川の一部にあたる。

## 地理
- 山: 西黒岩山、二ノ倉山、三ノ倉山、円ノ花山
- 河川: 濁川

## 歴史
- 1889年（明治22年）4月1日 – 町村制の施行により、加納村、米岡村、宮川村の区域をもって発足。
- 1954年（昭和29年）3月31日 – 熱塩村および朝倉村の一部（板ノ沢・瀬戸尻・村杉）と合併して熱塩加納村が発足。同日加納村廃止。
- 2006年（平成18年）1月4日 – 喜多方市および耶麻郡塩川町・山都町・高郷村と合併し、新たな「喜多方市」の合併特例区・喜多方市熱塩加納町となる。

## 村長
- 三浦信六

## 交通

### 鉄道路線
- 日本国有鉄道
  - 日中線（1984年廃止）
    - 会津加納駅